# Moose Jaw No 161
Moose Jaw No. 161 est une municipalité rurale du Sud de la Saskatchewan au Canada. Elle est située à l'ouest de Regina dans la SARM Division No. 2 (en) (Saskatchewan Association of Rural Municipalities (en)). Selon le recensement de Statistiques Canada de 2006, elle a une population de 1 228 habitants et couvre une superficie de 798 km2.

## Démographie
| 2001  | 2006  | 2011  | 2016  |
| ----- | ----- | ----- | ----- |
| 1 388 | 1 228 | 1 147 | 1 163 |